# Maine de Biran
Marie-François-Pierre Gonthier de Biran, más conocido como Maine de Biran (Bergerac, 29 de noviembre de 1766-París, 20 de julio de 1824) fue un filósofo y psicólogo francés. Como político, fue diputado y consejero de Estado.

## Biografía
Tomó el nombre de Maine (poco antes de 1787) de una finca llamada Le Maine, cerca de Mouleydier. Tras estudiar con distinción en Périgueux, ingresó en la guardia civil del rey Luis XVI de Francia, y estuvo presente en Versalles durante los sucesos de octubre de 1789.
Entró en política y formó parte del Conseil des Cinq Cents en abril de 1797; sin embargo, como se granjeó la hostilidad del Directorio por sus simpatías monárquicas, se retiró a su heredad patrimonial de Grateloup, cerca de Bergerac, donde evitó los excesos de la Revolución francesa y se dedicó a la filosofía. Fue en esta época cuando, según sus propias palabras, «pasó per saltum de la frivolidad a la filosofía». Comenzó con la psicología, que convirtió en el estudio de su vida.
Tras el Terror, Maine de Biran participa en política y es elegido diputado en 1812, 1815 y 1820. Excluido del Consejo de los Quinientos por sospechas de monárquico, participó con su amigo Joseph Lainé en la comisión de 1813, que expresó por primera vez una oposición directa a la voluntad del emperador Napoleón. Tras la restauración de la monarquía, se convirtió en tesorero de la Cámara de Diputados, retirándose durante cada receso de otoño a estudiar en casa.
Su constitución era delicada y sensible, y su inclinación filosófica ya se había manifestado en sus observaciones sobre la influencia del estado físico en el estado moral. Como ideólogo ganó el premio del Instituto con su ensayo «Sur l'habitude» (1802); pero su «Décomposition de la pensée» (1805) le muestra desviándose de la teoría de esa escuela, y en «La perception immédiate» (1807), y «Rapports du physique et du morale de l'homme» (1811), es un opositor de la filosofía dieciochesca. En sus últimos tiempos, su tendencia al misticismo le hizo volver gradualmente hacia el cristianismo práctico, y murió como fiel hijo de la Iglesia católica.
Se casó dos veces, en 1795 y 1814, y tuvo un hijo, Félix, en 1796, y dos hijas, Eliza, en 1797, y Adine, en 1800, todas ellas con el nuevo apellido de Maine de Biran. Como su hijo Félix sólo tuvo hijas, el apellido Maine de Biran se extinguió en 1879, antes de ser retomado a finales del siglo XIX por el hijo natural de una sobrina lejana, Françoise Gontier de Biran, conocida como Nelly, con un desconocido.

## Pensamiento
En vida de Maine de Biran, sólo aparecieron unos pocos escritos: El ensayo sobre el hábito (Influence de l'habitude sur la faculté de penser, 1802), una reseña crítica de las conferencias de Pierre Laromiguière (1817) y la parte filosófica del artículo «Leibnitz» en la Biographie universelle (1819). Luego publicó un tratado sobre el análisis del pensamiento (Sur la décomposition de la pensée, «Sobre la descomposición del pensamiento»), que no llegó a imprimirse. En 1834 estos escritos, junto con el ensayo titulado Nouvelles considérations sur les rapports du physique et du moral de l'homme, fueron publicados por Victor Cousin, quien en 1841 añadió tres volúmenes, bajo el título Œuvres philosophiques de Maine de Biran. Pero la publicación (en 1859) por Édouard Naville (a partir de manuscritos puestos a disposición de su padre por el hijo de Biran) de las Œuvres inédites de Maine de Biran, en tres volúmenes, hizo posible por primera vez una visión conectada de su desarrollo filosófico.
Maine de Biran se adhirió inicialmente al sensualismo, como Condillac y como Locke. Se acercó a las temáticas de los ideólogos, y más tarde se volvió un exponente del Espiritualismo. Al fin de cuentas, llegó a un misticismo que se llegaba a expresar en una teosofía cristiana.
En sus primeros escritos se palpa evidentemente la influencia de Locke y de Condillac, pero presentan algunos elementos que predicen sus intereses futuros. L'Essai sur les fondements de la psychologie (Estudio sobre los fundamentos de la psicología) es representativo de la segunda fase de su pensamiento, mientras que algunos de esos y del Nouveaux essais d'anthropologie (Nuevos estudios de antropología) representan a la tercera fase.
En 1802 publica «Influencia del hábito sobre la facultad de pensar». Analizando al hábito, Maine de Biran señala que se pueden tener diversos éxitos sobre nuestras facultades: puede, en efecto, atenuarse (por ejemplo, en la percepción del dolor) o bien, mejorarse haciendo sanar de forma más rápida y precisa en el tema de operaciones voluntarias (como sería en el caso de los gestos). Existen, por tanto, hábitos activos y pasivos. Si aquellos hábitos pasivos se pueden oír por medio de la mera sensación, entonces no son tan activos; porque una sensación dejada a sí misma, sigue siendo tal. Pero, afirma, debemos reconocer la existencia de una brecha entre el "simple sentir" y el "sentir que uno siente" en el cual actúa la conciencia, porque el yo es algo activo. Existe por eso, más allá de la sensación, un hecho primitivo y original, capaz de cambiar el yo: el esfuerzo motor voluntario.
Sobre esta base, Maine de Biran erigió su metafísica, donde interpreta los conceptos de fuerza, de sustancia y de causa en términos de actividad de la voluntad directamente experimentada. En este sentido modificó sustancialmente la noción de causalidad que Hume había puesto en cuestión. Este sistema de psicología y de metafísica era conocido como Espiritualismo. Ejerció una influencia notable en Victor Cousin, Félix Ravaisson , Charles Bernard Renouvier y en Wilhelm Dilthey. Entre sus obras, cabe citar, además, su escrito Relaciones entre lo físico y lo moral (1814).